# Heinrich Marschner
Heinrich Marschner (Zittau, 1795. augusztus 16. – Hannover, 1861. december 14.) 19. századi német zeneszerző, a német romantika meghatározó mestere. Elsősorban mint operaszerző vált ismertté, munkássága összekötőkapocs Carl Maria von Weber és Richard Wagner művészete között.

## Élete
Marschner 1795. augusztus 16-án egyszerű polgár család gyermekeként látta meg a napvilágot. Apja cseh származású kézműves, aki tűrhetően hegedült és hárfázott, anyja szász származású énekesnő volt. Az édesanyja azonban mesterségét férjhez menetele után nem sokkal abba hagyta. Marschner nem részesült felsőfokú zenei oktatásban. Első zenetanára szülővárosában egy helyi mester Karl Herring volt. A gimnázium elvégzése után a fiatal Marschner Lipcsében tanult jogot, itt Johann Gottfried Schicht (1753–1823) tanítványa lett. Schicht a Tamás-templom orgonistája volt, ellenponttanra és zeneszerzésre oktatta tanítványát, valamint megismertette vele Ludwig van Beethoven szimfóniáit. A nagymester művein keresztül ismerte meg Marschner a zenei szerkesztés rejtelmeit.
Zenei tehetsége hamar megmutatkozott. Tizenhárom éves korában komponálta első egyfelvonásos operáját A gyermek gyilkosnő címen. Nem kis meghökkenést váltott ki a bizarr témával, és valljuk be, szokatlan téma választás ez egy gyermektől. Az opera nyilvános előadására nem is került sor. Következő szerzeményével két évvel később állt elő: egy balettet komponált A büszke parasztlány címen.
Zenei tanulmányaival egészen jól haladt és hamarosan bemutatkozott a nagyközönségnek is: zongora játékával nagy elismerésre tett szert. 1815-ben Karlsbadban összeismerkedett a magyar származású Amadé Tádé gróffal, aki császári-királyi zenemester volt. Az ő pártfogásával utazott Bécsbe, ahol felkereste Beethovent, de az idős mester barátságtalanul viselkedett vele, ezután a kor másik neves zeneszerzőjének Klein Henriknek (1783–1845) lett a tanítványa, akivel jó barátságot is kötött. 1816-ban Amadé Tádé gróf segítségével zongoratanári állást kapott gróf Zichy János családjánál Pozsonyban. Ezután nem sokkal ugyanott a Grassalkovich herceg zenekarának karmestere lett.
A zeneszerző több alkalommal felkereste a Zichy család Fejér vármegyei birtokait is, egy idevezető útja alkalmával komponálta egyik zongorára írt rondóját, az 1818-ban Székesfehérvárott bemutatott magyaros nyitányát, valamint Salidar és Zulmina című operáját. Marschner Pozsonyban házasodott: elvette Emilie von Cervaát, majd annak korai halála után Jäggi Franciskát. 1820 fordulópont volt a mester életében. Ekkor mutatta be a drezdai operában Carl Maria von Weber IV. Henrik című operáját. A darab kedvező fogadtatásban részesült és Weber ösztönzéséra Marschner egy év múlva a szász fővárosba költözött. Itt karmesteri állást kapott és tanítványokat is vállalt.
Miután harmadszor is megözvegyült 1825-ben feleségül vette Marianne Wohlbück énekesnőt. A következő évben eredménytelenül pályázta meg a Weber halálával megüresedett királyi karmesteri posztot. Ezután feleségével közös koncertkörútra indultak: Danzig, Magdeburg és Königsberg voltak a turné fontosabb állomásai. 1827-ben a lipcsei színház zenekarának karmester lett. 1831-ig töltötte be ezt a posztot, majd a hannoveri udvari színház dirigense lett 1859-es nyugdíjazásáig. Előtte egy évvel kapta meg a főzeneigazgatói posztot, de liberális nézetei miatt kegyvesztett lett a királyi udvarban: ez vezetett el korai nyugdíjazásához is.
Harmadik felesége halála után újra megnősült, új felesége is egy énekesnő volt Theresa Janda. 1859-ben Párizsba utazott feleségével, hogy III. Napóleontól egy új opera megkomponálásra kapjon megbízást. Próbálkozása azonban sikertelen volt, így hamarosan visszatért Hannoverbe. Itt érte utol a halál 1861-ben. Magánélete nagyon zaklatott volt: két felesége is fiatalon halt meg és tíz gyermeke közül csak kettő érte meg a felnőttkort.

## Munkássága
Marschner elsősorban operaszerző volt. Legnagyobb sikereit három, az 1820-as évek végén, 1830-as évek elején írt operájával aratta: A vámpír (1828), A templomos és a zsidónő (1829), Hans Heiling (1833). Ezek a darabok is elsősorban német nyelv területen váltak repertoár darabokká, de ma is elő szokták őket adni s cd kiadás formájában is hozzáférhetők. Művészetét összekötőkapocsnak tekintik Weber és a letisztultabb hangzásvilágot képviselő Wagner között. Korai műveiben nagy gondot fordított az énekelt dallamnak és kísérletet tett a bel canto meghonosítására a német opera irodalomban. Későbbi operáiban ezzel szemben a deklamáció került előtérbe. Behatóan tanulmányozta a francia operaszerzők műveit, ennek következtében jó érzékkel rendelkezett a színpadi szituációk kibontására. Másik fő jellegzetessége, hogy hatásosan tudta zeneileg megjeleníteni a különböző hangulatokat.
Marschner első igazi sikerét A vámpír című operával aratta, amely híd Weber Euryanthéja és Wagner Bolygó Hollandia között. Ez a darab tekinthető az első kísérletnek az esztétikai csúfnak zenei ábrázolására. Az opera az E. T. A. Hoffmannra jellemző fantasztikumot és népies hangot ötvözete. A templomos lovag és a zsidónő a szerző jellemző és szerkesztő módszereinek a fejlődését mutatja. A zene jól érzékelteti a szenvedélyek sorsterhes hangulatát. A szerző más műveiben is megkísérelte színpadra vinni az északi mondakör motívumait. Ereje azonban kevésnek bizonyult ahhoz, hogy ezt az új világot megkedveltesse a közönséggel. Ez majd csak Wagnernek fog sikerülni.
Következő nagy sikert aratott operája a Hans Heiling talán legmaradandóbb zenei alkotása. Jól sikerült az operában szemben álló két fél jellemzése: Heiling idegen, zárkózott lénye élesen kiválik a falusiak vidám, egyszerű világából. A történet egyébként egy föld szellem emberé válásának történetét mondja el. Az erdő A bűvös vadász óta ebben a darabban vált ismét főszereplővé. A drámai énekbeszéd fejlesztésével és a zenekari nyelv erőteljesebbé válásával a Hans Heiling Wagner Bolygó Hollandijára is hatott.

## Operái
- Titus 1817
- Der Kyffhäuserberg 1817
- Saidar und Zulima 1818
- Heinrich IV und D’Aubigné 1820
- Das stille Volk 1818
- Der Holzdieb1825
- Lucretia 1827
- Der Vampyr 1828
- Der Templer und die Jüdin 1829
- Des Falkners Braut 1832
- Hans Heiling 1833
- Das Schloß am Ätna 1836
- Der Bäbu 1838
- Ali Baba 1823
- Die Wiener in Berlin
- Fridthjof’s Saga
- Kaiser Adolph von Nassau 1845
- Austin 1852
- Sangeskönig Hiarne und das Tyrfingschwert 1863